# 베트남 교통부
베트남 교통운송부(베트남어: Bộ Giao thông Vận tải, 영어: Ministry of Transport)는 베트남의 철도 교통, 도로 교통, 수로 교통을 담당하는 베트남 정부의 부처이다. 베트남 교통운송부는 하노이 호안끼엠군에 위치한다.

## 조직
교통부의 기술, 행정 및 교육 업무는 다음을 포함하여 다양한 기관, 부서, 학교 및 기업으로 구성된다.

### 전문기관
- 베트남 도로 관리국
- 베트남 내륙 수로 관리국
- 베트남 해양국
- 베트남 등기국

해상 선박, 강 선박, 석유 산업 굴착 장치, 베트남의 산업설비 및 자동차를 포함한 해양 설비 관리
- 교통 건설 품질 관리국

### 행정기관

#### 산업 연구소
- 교통 과학 기술 연구소 (RITST)
- 교통 발전 및 전략 연구소 (TDSI)

### 교육
- 베트남 항공 아카데미 (VAA)
- 베트남 해양대학교 (VINAMARU)
- 호찌민 교통대학교 (UT-HCMC)
- 교통 기술 대학 (UTT)
- 교통 부문 교육 카드 및 공무원 학교
- 교통 대학
- 제1 교통 기술 및 전문학교
- 제2 교통 기술 및 전문학교
- 제3 교통 기술 및 전문학교
- 끄우롱 삼각주 지역 교통 기술 및 전문학교
- 교통 직업 학교 지역 I
- 교통 직업 학교 지역 II
- 교통 직업 학교 지역 III

### 기타
- 교통 건강국
- 교통 정보센터
- 교통 신문
- 교통 잡지
- 교통 출판국

## 기업
- 탕롱 건설
- 제1 토목공학 건설 (CIENCO 1)
- 제4 토목공학 건설 (CIENCO 4)
- 제5 토목공학 건설 (CIENCO 5)
- 제6 토목공학 건설 (CIENCO 6)
- 제8 토목공학 건설 (CIENCO 8)
- 운송산업공사 (TRANSINCO))
- 베트남 수로 건설 공사 (VINAWACO)
- 운송 공학 설계 법인 (TEDI)
- 응우옌미 Co., Ltd, 국제화물 운송[3]
- 북부 내륙수로 운송공사
- 남부 내륙수로 운송공사
- 무역 및 엔지니어링 건설 공사 (TRAENCO)
- 제2 운송 서비스 회사
- 베트남화물 운송 회사 (VINAFCO)
- 사이공 운송 서비스 회사
- 노동 해외 배치 공사 (LOD)
- 베트남 해운 및 용선 공사 (VIETFRACHT)
- 운송 기계 공사 No. 2
- 운송 재료 공학 및 건설 공사 (TRANSMECCO)
- 남부 운송 공학 설계 법인 (TEDI SOUTH)
- 운송 수출입 및 투자협력 공사 (TRACIMEXCO)

## 같이 보기
- 베트남 정부
- 베트남의 교통